# 三洋オプティクス
三洋オプティクス（サムヤン オプティクス、英語名：SAMYANG）は、デジタルカメラおよびビデオカメラ用のサードパーティーレンズを製造している韓国のメーカー。同社は1972年に設立され、従業員数は約150人。 39の代理店を通じて58か国にレンズを販売している。海外でのレンズブランド名は、SAMYANG（サムヤン）、Rokinon（ロキノン）、Bower（バウアー）、Opteka（オプテカ）、Vivitar（ビビター）など。

## 日本での製造販売
2004年に日本の光学メーカーである株式会社正晃と合併。2010年に新東京物産を販売代理店とし、正式に日本に参入。正規輸入を開始した。2016年には、販売代理店を株式会社ケンコー・トキナーに引き継いだ。2020年現在、サムヤンレンズの販売・サポートは株式会社ケンコー・トキナーが行う。日本でのレンズブランド名はSAMYANG（サムヤン）。

## 製品

### オートフォーカスレンズ

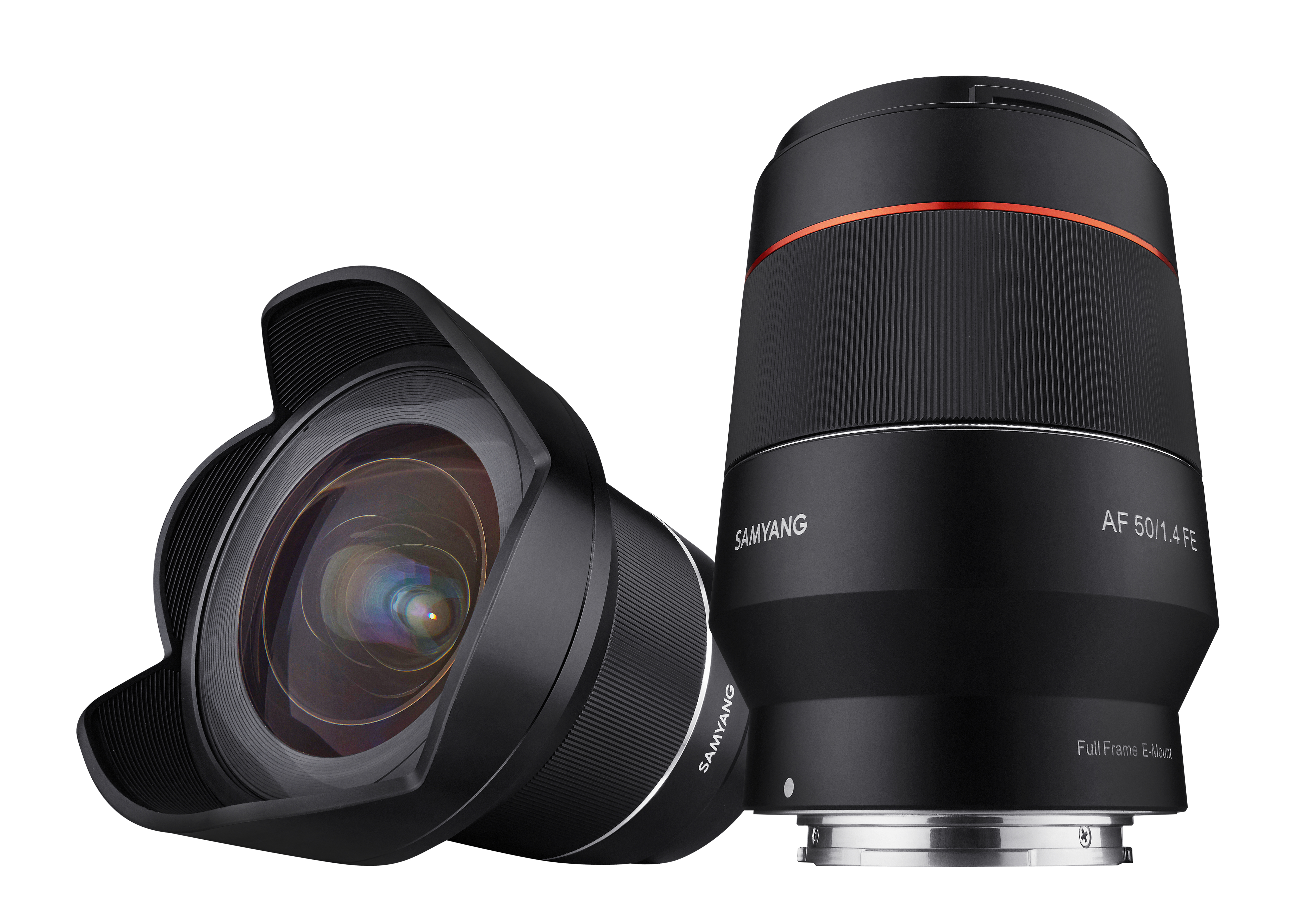
サムヤンAFレンズ

オートフォーカスレンズ。電子接点を持つ。

#### ソニーEマウント用フルサイズセンサー対応レンズ
- AF 14 mm f/2.8 FE
- AF 18 mm f/2.8 FE
- AF 24 mm f/1.8 FE
- AF 24 mm f/2.8 FE
- AF 35 mm f/1.4 FE
- AF 35 mm f/1.4 FE II
- AF 35 mm f/1.8 FE
- AF 35 mm f/2.8 FE
- AF 45 mm f/1.8 FE
- AF 50 mm f/1.4 FE
- AF 50 mm f/1.4 FE II
- AF 75 mm f/1.8 FE
- AF 85 mm f/1.4 FE
- AF 85 mm f/1.4 FE II
- AF 135 mm f/1.8 FE
- AF 24-70mm F2.8 FE
- AF 35-150mm F2-2.8 FE

#### ソニーEマウント用APS-C対応レンズ
- AF 12 mm f/2 E

#### キヤノンRFマウント用
- AF 14 mm f/2.8 RF - 販売終了
- AF 85 mm f/1.4 RF - 販売終了

#### 富士フイルムＸマウント用
- AF 12 mm f/2 Ｘ
- AF 75 mm f/1.8 Ｘ

#### キヤノンEFマウント用、ニコンFマウント用
- AF 14 mm f/2.8 F
- AF 85 mm f/1.4 F

### マニュアルフォーカスレンズ

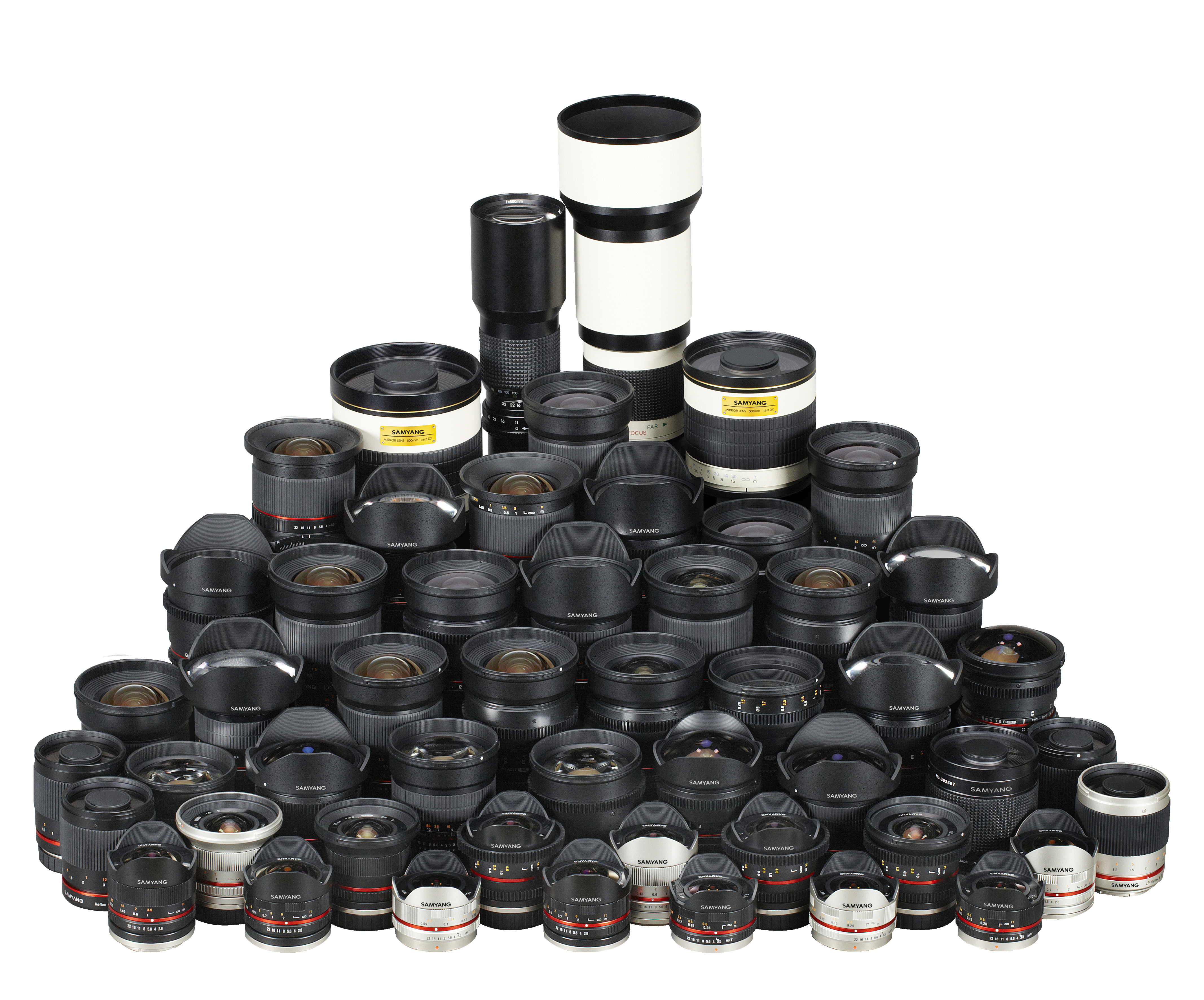
サムヤンMFレンズ

マニュアルフォーカスレンズ。レンズマウント部を組み替えることで、様々なマウントに対応。絞り調整やEXIF情報を転送する電子接点は無いが、ニコンFマウント用のレンズには、電子接点が有るバージョンがある。

#### フルサイズセンサー対応レンズ
フルサイズセンサーに対応したマニュアルフォーカスレンズ。キヤノンEFマウント、ニコンFマウント、ソニーAマウント、ソニーEマウント、ペンタックスKマウントに対応。
- 12 mm f/2.8 ED AS NCS Fish-Eye - 富士フイルムXマウント、キヤノンEF-Mマウント、マイクロフォーサーズ用も発売
- 14 mm f/2.8 ED AS IF UMC - ニコンZマウント用も発売
- MF 14mm F2.8 MK2 -   富士フイルムXマウント、キヤノンEF-Mマウント、マイクロフォーサーズ用も発売
- 20 mm f/1.8 ED AS UMC -  富士フイルムXマウント、キヤノンEF-Mマウント、マイクロフォーサーズ用も発売
- 24 mm f/1.4 ED AS IF UMC
- TILT/SHIFT 24 mm f/3.5 ED AS UMC -  富士フイルムXマウント、キヤノンEF-Mマウント、マイクロフォーサーズ用も発売
- 35 mm f/1.4 AS UMC  -  富士フイルムXマウント、キヤノンEF-Mマウント、マイクロフォーサーズ用も発売
- 50 mm f/1.4 AS UMC -  富士フイルムXマウント、キヤノンEF-Mマウント、マイクロフォーサーズ用も発売
- 85 mm f/1.4 AS IF UMC - ニコンZマウント用も発売
- MF 85mm F1.4 MK2 -  富士フイルムXマウント、キヤノンEF-Mマウント、マイクロフォーサーズ用も発売
- 100 mm f/2.8 ED UMC Macro -  富士フイルムXマウント、キヤノンEF-Mマウント、マイクロフォーサーズ用も発売
- 135 mm f/2.0 ED UMC -  富士フイルムXマウント、キヤノンEF-Mマウント、マイクロフォーサーズ用も発売

#### APS-Cセンサー対応一眼レフカメラ用レンズ
APS-Cセンサー搭載の一眼レフカメラ用マニュアルフォーカスレンズ。キヤノンEFマウント、ニコンFマウント、ソニーAマウント、ペンタックスKマウントに対応。

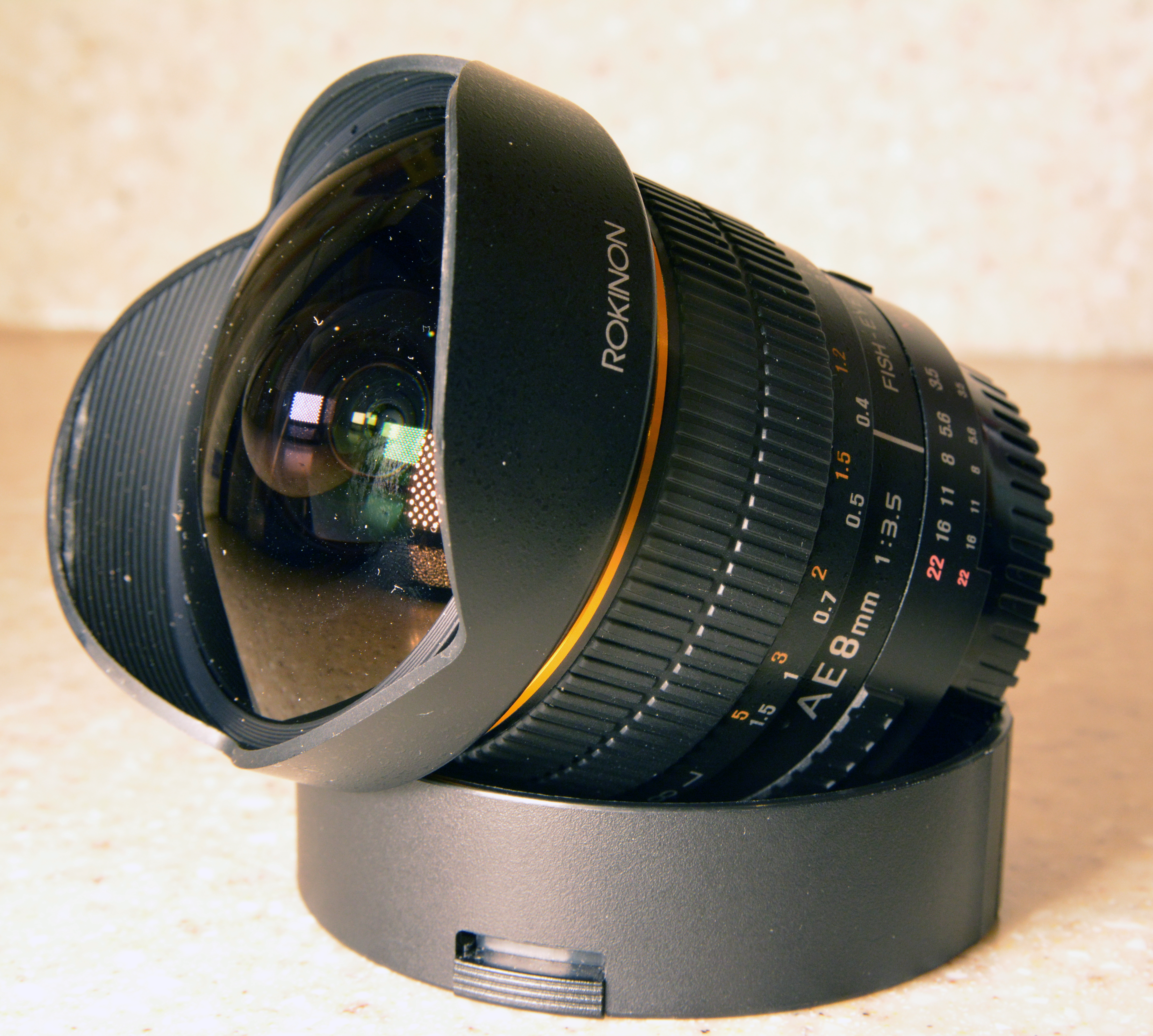
8mm f/3.5 UMC Fish-EYE CS Ⅱ

- 8mm f/3.5 UMC Fish-EYE CS Ⅱ8 mm f/3.5 UMC Fish-Eye CS II
- 10 mm f/2.8 ED AS NCS CS - ソニーEマウント、富士フイルムXマウント、キヤノンEF-Mマウント、マイクロフォーサーズ用も発売
- 16 mm f/2.0 ED AS UMC CS - ソニーEマウント、富士フイルムXマウント、キヤノンEF-Mマウント、マイクロフォーサーズ用も発売

#### APS-Cセンサー対応ミラーレスカメラ用レンズ
APS-Cセンサー搭載のミラーレスカメラ用マニュアルフォーカスレンズ。ソニーEマウント、富士フイルムXマウント、キヤノンEF-Mマウントに対応。
- 8 mm f/2.8 UMC Fish-Eye II
- 12 mm f/2.0 NCS CS - マイクロフォーサーズも発売。
- 21 mm f/1.4 ED AS UMC CS - マイクロフォーサーズ用も発売。
- 35 mm f/1.2 ED AS UMC CS
- 50 mm f/1.2 AS UMC CS - マイクロフォーサーズ用も発売。
- 85 mm f/1.8 ED UMC CS  - マイクロフォーサーズ用も発売。

#### マイクロフォーサーズセンサー対応ミラーレスカメラ用レンズ
マイクロフォーサーズセンサー搭載のミラーレスカメラ用マニュアルフォーカスレンズ。
- 7.5 mm f/3.5 Fish-Eye

### プレミアムマニュアルフォーカスレンズ
最新のデジタル一眼レフの5000万画素以上の写真と、8K映像に対応する同社最高級のレンズ。通常のマニュアルフォーカスレンズと違い、電子接点が有る。キヤノンEFマウントに対応。
- XP 10 mm f/3.5
- XP 14 mm f/2.4 - ニコンFマウント用も発売。
- XP 35 mm f/1.2
- XP 50 mm f/1.2
- XP 85 mm f/1.2

### シネマレンズ

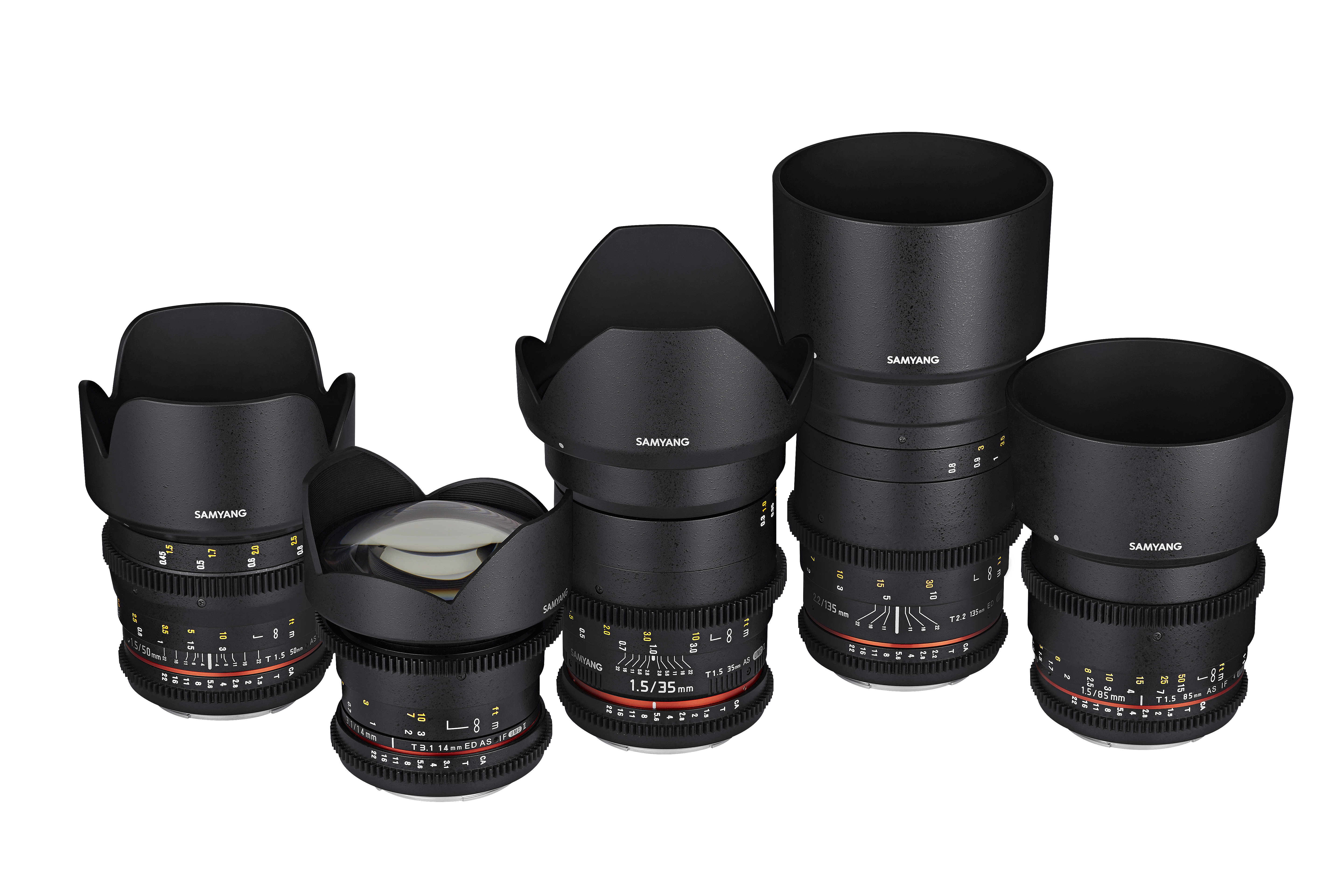
サムヤンシネマレンズ

シネマレンズ。各種マウントに対応。

#### オートフォーカスレンズ
- V-AF 24mm T1.9
- V-AF 35mm T1.9
- V-AF 75mm T1.9

#### マニュアルフォーカスレンズ
- 12mm T3.1 VDSLR ED AS NCS FISH-EYE
- 14mm T3.1 VDSLR ED AS IF UMC II
- 16 mm T2.6 VDSLR ED AS UMC
- 20mm T1.9 VDSLR ED AS UMC
- 24mm T1.5 VDSLR ED AS IF UMC
- 35mm T1.5 VDSLR AS UMC II
- 50 mm T1.5 VDSLR ED AS UMC
- 85mm T1.5 VDSLR AS IF UMC II
- 100mm T3.1 VDSLR ED UMC MACRO
- 135mm T2.2 VDSLR ED UMC
- 8mm T3.8 VDSLR UMC Fish-eye CS I
- 10mm T3.1 VDSLR ED AS NCS CS II
- 16mm T2.2 VDSLR ED AS UMC CS II
- 7.5 mm T3.8 VDSLR UMC Fish-eye CS I
- 8mm T3.1 Cine UMC FISH-EYE II
- 12mm T2.2 Cine NCS CS
- 21 mm T1.5 VDSLR ED AS NCS CS II
- 35 mm T1.3 VDSLR ED AS NCS CS II
- 50 mm T1.3 VDSLR ED AS NCS CS II

### Xeen シネマレンズ

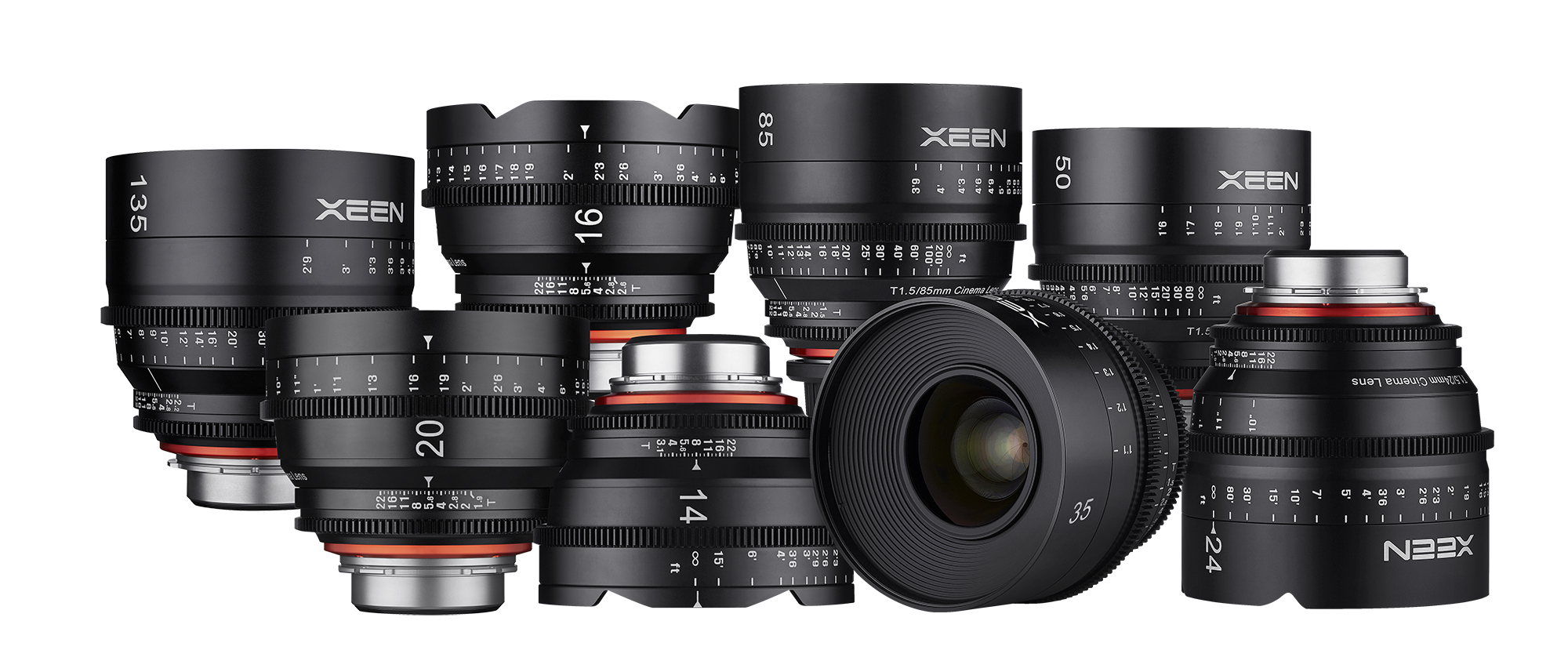
Xeenシネマレンズ

マニュアルフォーカスレンズをベースにしたシネマレンズ。上記のシネマレンズより、シネマ撮影に特化している。アルミの筐体で、キヤノンEFマウント、ニコンFマウント、ソニーEマウント、マイクロフォーサーズの他、PLマウントにも対応。
- XEEN 14 mm T3.1
- XEEN 16 mm T2.6
- XEEN 20 mm T1.9
- XEEN 24 mm T1.5
- XEEN 35 mm T1.5
- XEEN 50 mm T1.5
- XEEN 85 mm T1.5
- XEEN 135 mm T2.2

### レンズアクセサリー
オートフォーカスレンズの調整やファームウェアの更新を行うためのアクセサリー。絞り調整、MF感度調整などの設定も行うことができる。
- Lens station for キヤノンEF
- Lens station for ニコンF
- Lens Station for ソニーE

## 発売終了のレンズ

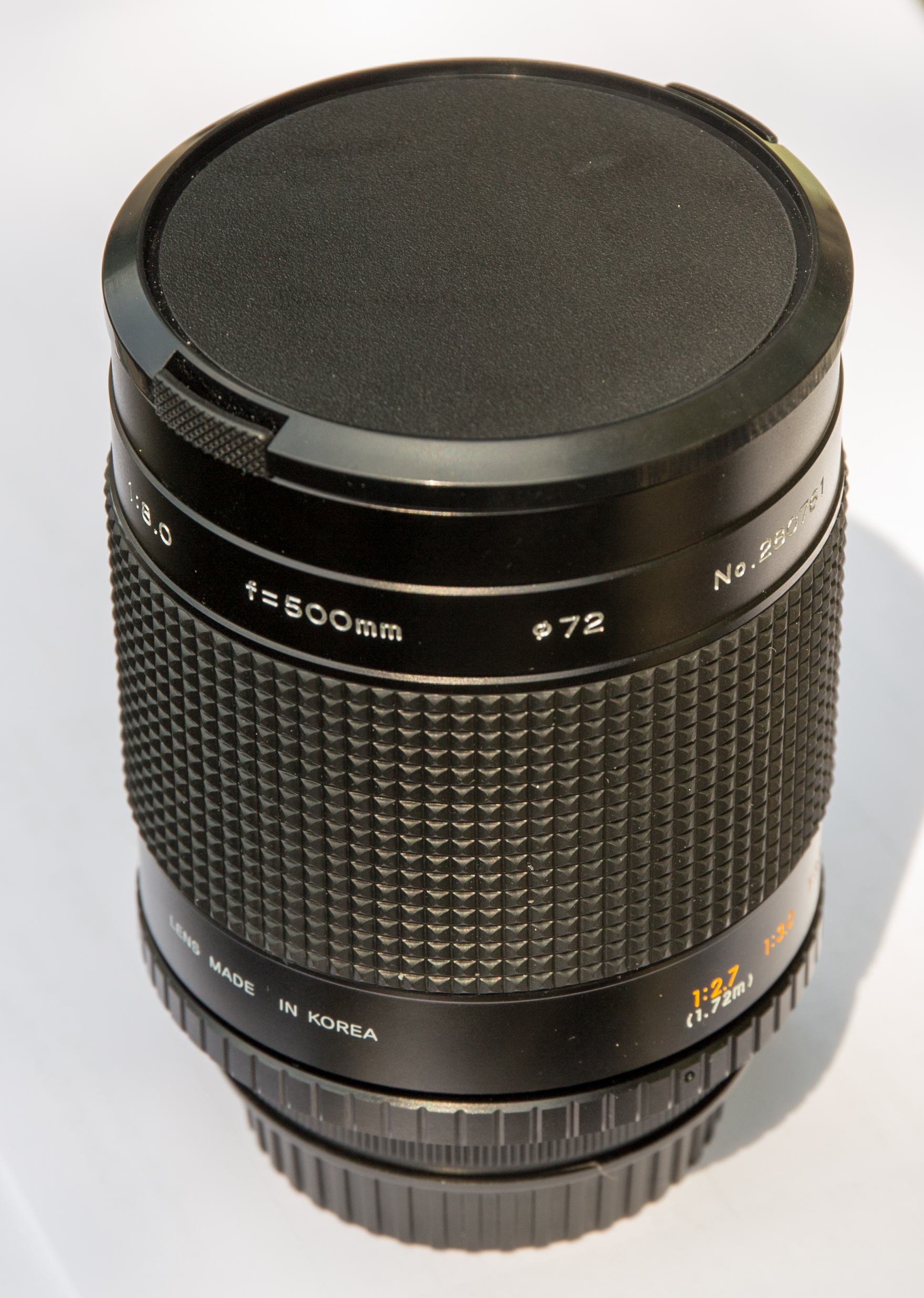
Samyang 500 mm f/8

### マニュアルフォーカスレンズ
- Samyang 500 mm f/5.6
- Samyang 500 mm f/8 Preset
- Samyang 500 mm f/8 ED
- Samyang 500 mm f/8 ED Preset

### ミラーレンズ
反射光学系を利用したミラーレンズ
- Samyang 300 mm f/6.3 Reflex

- Samyang 330 mm f/5.6
- Samyang 440 mm f/5.6
- Samyang 500 mm f/6.3
- Samyang 500 mm f/8|Samyang 500 mm f/8
- Samyang 800 mm f/8

### 超望遠ズームレンズ
- Samyang 650-1300 mm f/8-16

## 受賞
- 2018 - Reddot Design Award
- 2018 - TIPA Awards CSC Prime Lens : AF 35 mm f/2.8 FE[2]